# Силантьев, Юрий Васильевич
Ю́рий Васи́льевич Сила́нтьев (10 апреля 1919, Екатеринодар, РСФСР — 8 февраля 1983, Москва, СССР) ― советский дирижёр, скрипач, композитор; народный артист СССР (1975). Лауреат премии Ленинского комсомола (1970).

## Биография
Родился 10 апреля 1919 года в Екатеринодаре (ныне Краснодар), в семье служащего. По другим сведениям родился в Промзино (ныне Сурское), в семье служащего. В 1921 году его семья перебралась в Карсун. Юрий учился в Карсунской сельхозшколе, играл в самодеятельном оркестре. В годы коллективизации, семье зажиточных крестьян Силантьевых, пришлось бросить хозяйство и переехать в Краснодар, где Юрий окончил школу и музыкальное училище.
Учился Юрий Силантьев в Единой трудовой средней школе № 7 (с 1930 года была переименована в школу № 36). «С детских фотографий Юры, хранящихся в нашей школе, на нас смотрит кудрявый мальчишка в очках. Его одноклассники вспоминали, что обычно он приходил на уроки в белой рубашке с отложным воротником, бархатных брючках и с черной папкой в руках. Был отличником, пользовался авторитетом среди учеников. Друг детства Силантьева, академик Николай Сирота, вспоминал: будущий дирижёр был лидером среди ровесников, всегда участвовал в общественной жизни», — так рассказывала в статье газеты «Краснодарские известия» в апреле 2009 года руководитель школьного музея гимназии № 36 Наталья Суханова.
На одном из концертов казачьего оркестра пришедший с родителями мальчик увидел скрипки, контрабасы и виолончели, услышал множество совершенно разных голосов, сливающихся в один — голос музыки. С этого дня Юра стал мечтать о скрипке.
«Впервые взяв в руки инструмент, юный Силантьев попытался сыграть на нем — и от этих звуков завыла собака во дворе. Отец заметил: „Не думал, что скрипка может так скрежетать“. И нанял для сына педагога», — писал Куропатченко в статье «Когда дирижировал Юрий Силантьев, музыка звучала как бархат».
Но есть и другая история, рассказанная сыном Юрия Васильевича, Егором Силантьевым, в фильме «Неоконченная пьеса для оркестра»: «В доме отца жил дворник-татарин. В праздничные вечера он выходил во двор со своей женой, закутанной в чадру, чтобы в сумерках в беседке играть ей на скрипке. А папа, которому было тогда пять лет, его слушал. Дворник посоветовал моему деду отдать мальчика учиться музыке». Скрипку Юре купили в знаменитом музыкальном магазине братьев Сарантиди. Здание есть и сейчас.
В 1931 году двенадцатилетний Юра поступает учиться по классу скрипки в Кубанский музыкальный техникум, ныне Краснодарский музыкальный колледж имени Н. А. Римского-Корсакова. С этого момента люди каждый день видят белокурого мальчика «в кургузом пиджачке и с божественной скрипкой в руках», бегущего в колледж, который тогда располагался на улице Гимназической, 14. Школа Юрия была рядом — на месте нынешней гостиницы «Москва» (ул. Красная, 60, г. Краснодар).
В 12 лет поступил в класс скрипки к брату знаменитого учёного Семёна Кирлиана Михаилу Кирлиану, который раскрыл талант юного музыканта. Из воспоминаний А. К. Янченко, преподавателя училища, которые найдены были в архивах, мы узнаём, что «М. Д. Кирлиан уроки по специальности вел тихо, спокойно, без лишних эмоций, без единого бранного, тем более, оскорбительного слова или эпитета. Первостепенное значение придавал работе над гаммами». Он широко использовал метод личного показа, однако осторожно, без перегибов.
Михаил Кирлиан также проявлял способности к музыке с детства: участвовал и выигрывал в музыкальных конкурсах, давал сольные концерты в Екатеринодаре и других городах страны. В Тифлисе слушатели, поражённые талантом вундеркинда, даже напечатали открытки с его портретом.
Силантьева ждала та же судьба. Сохранились ходатайства ленинского партийно-учебного городка 1931 года: «Дирекция высказывается за поощрение Юрия Силантьева в виде представления ему бесплатного продолжения учения с государственной стипендией, так как способности последнего насчитываются в СССР единицами».
Еременко в своём интервью говорит, что «мальчик, не исключено, болел из-за недоедания. Что касается его скромного внешнего вида, это объясняется тем, что он слишком был увлечён скрипкой. И не обращал внимание ни на одежду, ни на девушек…».
Кирлиан быстро понял, что перед ним юное дарование, которому нужно оказывать поддержку. В голодном 1933 году Михаил Ильич Чернышов, на тот момент директор техникума, подписал следующую характеристику: «Инспектура сектора искусств районо, прослушав игру Силантьева, определило ее как явление исключительное, требующее к себе самого внимательного и серьёзного отношения».
В марте 1935 года Силантьев и еще шесть воспитанников техникума поучаствовали в конкурсе в Ростове-на-Дону. Конкурс длился неделю. «Исключительный успех выпал на долю нашего юного питомца 15-летнего Ю. Силантьева, выступавшего с очень ответственной программой, — пишет Михаил Давидович Кирлиан, — по окончании ростовского конкурса Ю. Силантьев был приглашён симфоническим оркестром Ростовского радио для участия в открытом концерте, на котором с успехом исполнил концерт Чайковского в сопровождении симфонического оркестра».
В 1935 году Юрий Силантьев окончил среднюю школу № 36 города Краснодара (много лет в музее истории школы хранится фотоматериал и воспоминания о нём) и одновременно с этим Краснодарский музыкальный техникум.
В том же году поступил в Московскую консерваторию им. П. И. Чайковского по классу скрипки у А. И. Ямпольского. Также известно, что «ещё при поступлении в консерваторию Силантьеву предсказывали будущее концертирующего скрипача, ведь его игра уже тогда отличалась зрелостью, прекрасным художественным вкусом, виртуозной техникой» (статья Захарович «К слушателю, как к другу»). А уже в период его учёбы наставник Силантьева, Ямпольский, часто повторял: «Быть этому парню на золотой доске», имея в виду, что имя его высекут золотом в холле консерватории, рядом с именами Скрябина и Рахманинова. Так и вышло: Юрий Васильевич окончил вуз с золотой медалью. А в 1938 году, еще во время обучения в консерватории, «Н. Я. Мясковский доверил именно ему, студенту Юрию Силантьеву, премьеру своего скрипичного концерта, которая прошла с успехом» (статья Иващенко «Когда дирижирует Силантьев»).
В 1940 году окончил Московскую консерваторию им. П. И. Чайковского по классу скрипки у А. И. Ямпольского.
С 1940 года — скрипач и дирижёр Ансамбля песни и пляски НКВД СССР. С 1947 года ― концертмейстер и ассистент дирижёра Оперного оркестра Всесоюзного радиокомитета (до 1953 года), Симфонического оркестра Московской филармонии (1953—1957).
С 1958 года — художественный руководитель и главный дирижёр Эстрадно-симфонического оркестра Центрального телевидения и Всесоюзного радио (ныне — Академический Большой концертный оркестр имени Ю. В. Силантьева Российского государственного музыкального телерадиоцентра), руководил им в течение 25 лет.
В 1971—1982 гг. был дирижёром эстрадно-симфонического оркестра ЦТ и ВР на фестивале «Песня года».
Под его управлением оркестр много выступал в СССР и за границей, сопровождая крупнейших советских певцов, среди которых ― М. Магомаев, И. Кобзон, К. Шульженко, Н. Брегвадзе, Л. Лещенко, Р. Ибрагимов и многие другие. Также Силантьев сотрудничал с оркестром кинематографии, записал музыку к фильмам «Берегись автомобиля», «Девчата», «Семнадцать мгновений весны», «Семь стариков и одна девушка», «Под крышами Монмартра» и других.
С оркестром гастролировал за рубежом (Чехословакия, ГДР, Румыния, Польша, Финляндия, Португалия и др.).
Активный пропагандист музыки советских композиторов, стал первым исполнителем многих сочинений, написанных специально для его оркестра. Как дирижёр постоянно участвовал в международных конкурсах песни.
Написал несколько оригинальных произведений.
Умер 8 февраля 1983 года в 22:00 на 64-м году жизни в Концертной студии Останкино в Москве.

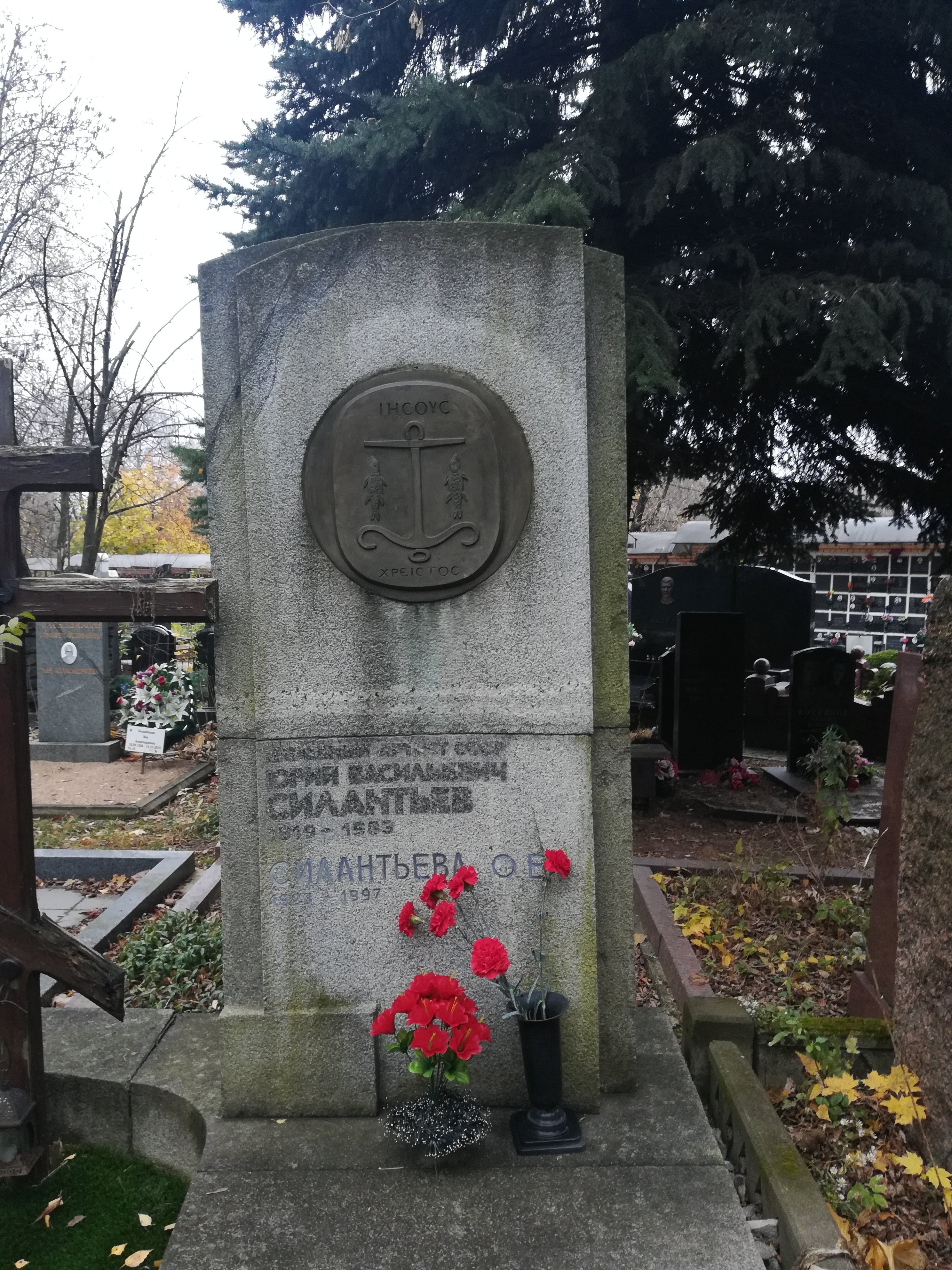
Могила Силантьева

Я была свидетелем того момента, когда его не стало. Когда он лежал, и под головой его были шинели. Он был распростёрт на них в концертной студии Останкино, потому что снимался концерт, посвящённый дню Советской армии — это было 8 февраля 1983 года. Когда после своего выступления я вошла в гримёрную переодеваться, мне сказали, что Силантьева не стало. По студии пронеслось: «Юрий Васильевич умер!» Мы были в состоянии шока — ведь только сейчас мы с ним пели, и он сидел с дирижёрской палочкой во фраке, разговаривал с музыкантами и певцами… И вдруг его не стало. И я подумала: «Боже мой, как это может быть?». И только потом я поняла, что ничего не закончилось, что осталась его душа, вобрав в себя всё то, что мы называем сокровенностью, музыкальностью, интеллектом, желанием жить, учительством — всё это собралось вне тела…

Он был очень умный человек, и мы с ним на репетиции во время антракта часто разговаривали. Он знал досконально всю историю России, мог дать оценку историческому периоду или революции, читал Соловьёва и Костомарова, знал, когда какой царь умер, какую царицу отправили в монастырь, и так далее.— Валентина Толкунова
Похоронен на Кунцевском кладбище.

## Семья
Жена Ольга Евгеньевна Ковалева (1923—1997). Пасынок (от первого брака Ольги Евгеньевны с Ю.П.Любимовым) — Никита Юрьевич Любимов (род. в 1949) 
Дочь - Вера Юрьевна Силантьева. Скрипачка, ассистент-концертмейстер Большого Академического Симфонического Оркестра Государственного Телевидения и Радио СССР, ассистент-концертмейстер Филармонического оркестра города Мехико (Orquesta Filarmónica de la Ciudad de México) 
Сын — Егор Юрьевич Силантьев (род. в 1960), художник

## Награды и звания
- Заслуженный артист РСФСР (1962) — за заслуги в области советского музыкального искусства[8]
- Народный артист РСФСР (1968) — за заслуги в области советского музыкального искусства[9]
- Народный артист СССР (1975) — за большие достижения в развитии советского музыкального искусства[10]
- Премия Ленинского комсомола (1970) — за активную концертную деятельность и большую работу по пропаганде советской музыки
- Почётный гражданин Луганска (1971).
- Заслуженный деятель искусств Дагестанской АССР

## Сочинения
- Балет «Юность» (1977)
- Оратория «Ленин» (слова В. В. Маяковского, 1970)
- «Комсомольская симфония» для солистов, детского хора и симфонического оркестра (слова М. Геттуева, 1976)
- Приветственная увертюра для оркестра (1981)
- Рапсодия «Адыгейский зафак» (для эстрадно-симфонического оркестра, 1973)
- Концертный вальс (1969)
- Корейская рапсодия (1972)
- Двенадцать пьес для фортепиано (1949)
- 24 прелюдии для виолончели соло (1973).

## Фильмография
- 1962 — «Композитор Исаак Дунаевский» (фильм-спектакль)
- 1970 — «Чудный характер» — дирижёр
- 1982 — «Праздник оперетты» (фильм-спектакль) — дирижёр

Участие в фильмах
- 1984 — Страницы жизни Александры Пахмутовой (документальный)

Композитор
- 1974 — Мосфильму 50 (документальный)
- 1975 — На ясный огонь

## Память
- В Москве, на доме 91 по проспекту Мира, где в 1973—1983 годах жил дирижёр, установлена мемориальная доска.
- Именем Юрия Силантьева названа улица в Краснодаре.
- В Краснодаре, на здании Краснодарского музыкального колледжа, где учился дирижер, установлена мемориальная доска